# Исландская горячая точка

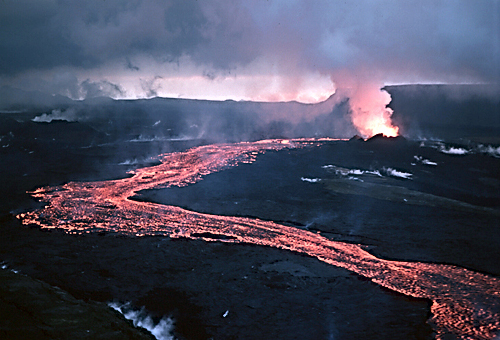
Извержение Краплы, 1984.

Активные вулканические участки в системе Исландии.

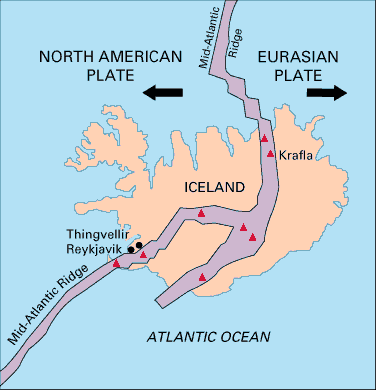
Срединно-Атлантический хребет в Исландии.

Исландия — горячая точка, являющаяся одной из причин вулканической активности, в результате которой возник остров Исландия.

## Описание
Исландия является одним из наиболее активных вулканических регионов мира, где извержения происходят в среднем раз в три года (в XX веке в Исландии и рядом с ней произошло 39 извержений). Исландские извержения обеспечили около трети всех мировых извержений базальтовой лавы в письменной истории. Некоторые значительные извержения: Эльдьау (трещины в системе вулкана Катла) в 934 году (крупнейшее в истории базальтовое извержение, о котором есть письменные источники), Лаки в 1783 году (второе по масштабу базальтовое извержение, о котором есть письменные источники) и несколько извержений под ледниковыми шапками, повлекших разрушительные йоукюльхлёйпы, последний крупнейший из которых имел место в 2010 году после извержения вулкана Эйяфьядлайёкюдль.
Расположение Исландии непосредственно на Срединно-Атлантическом хребте, где расходятся Евразийская и Североамериканская плита, частично является причиной такой интенсивной вулканической активности, но для объяснения, почему Исландия является достаточно большим островом, а остальной хребет состоит преимущественно из подводных гор, необходимы дополнительные причины.
Считается, что Исландская горячая точка не только представляет собой регион с более высокой температурой, чем окружающая мантия, но и имеет высокую концентрацию воды. Наличие воды в магме снижает точку плавления, и это также может играть роль в увеличении вулканизма в Исландии.

## Теории возникновения
Дискуссия о том, создана эта горячая точка глубокими мантийными плюмами или имеет происхождение на значительно меньшей глубине, продолжается до сих пор.
Некоторые геологи подвергли сомнению то обстоятельство, что Исландская горячая точка имеет такое же происхождение, что и другие (например, Гавайская). Гавайская островная цепь и Императорские подводные горы демонстрируют ясный вулканический след во времени, вызванный движением Тихоокеанской плиты над Гавайской горячей точкой, в Исландии же такого следа не обнаружено.
Считается, что линия от вулкана Гримсвётн к острову Суртсей показывает движение Евразийской плиты, а линия от вулкана Гримсвётн к вулканическому поясу Стнейфельнес — движение Североамериканской плиты.

### Теория плюма
Считается, что под Исландией располагается мантийный плюм, поверхностным проявлением которого является горячая точка. Исландский плюм (en:Iceland plume) увеличивает уже имеющийся вулканизм от расхождения плит, как в центре острова, так и на хребте Рейкьянес на юго-западе от основной вулканической зоны Исландии. Считается, что плюм достаточно узок — возможно, около 100 км в диаметре — и уходит на 400-650 км под поверхность Земли, возможно, даже до границы между мантией и ядром.
Исследования показывают, что горячая точка только на 50-100 К горячее своего окружения, что может быть недостаточно для обеспечения плавучего плюма.
Также было сделано предположение, что отсутствие следа движения плюма во времени вызвано тем, что он долгое время располагался под толстым Гренландским кратоном.